# Bart Sells His Soul
«Bart Sells His Soul» (с англ. — «Барт продает свою душу») — четвёртая серия седьмого сезона мультсериала «Симпсоны».

## Сюжет
В церкви Барт вместо церковного гимна раздаёт тексты с песней «In the Garden of Eden» автора АйРона Баттерфлая (пародия на In-A-Gadda-Da-Vida от Iron Butterfly). Спустя 17 минут измученная органистка падает в обморок головой прямо на орган. Когда Преподобный Тимоти Лавджой узнает, что это за песня, он спрашивает, кто раздал эти тексты. После многочисленных угроз Милхаус выдаёт Барта, после чего в качестве наказания Преподобный Лавджой заставляет Барта и Милхауса (Милхауса — за ябедничество) прочистить трубы органа. Милхаус говорит, что выдал Барта, потому что не хотел, чтобы его душу склевали чёрные вороны, на что Барт отвечает, что души нет и, в качестве доказательства, продает свою душу за 5 долларов в виде листка бумаги с надписью «Душа Барта Симпсона». На эти 5 долларов Барт покупает губки-сюрпризы в виде динозавров, с помощью которых он пытается разыграть Лизу, подзывая ее и прячась за угол дома. При этом он представляет, как из маленькой губки вырастает огромный динозавр и начнет жевать Лизу, но в реальности все оказывается гораздо скромнее, губка уплывает в ливневую канализацию. Лиза, узнав от Барта, что он продал душу Милхаусу за 5 долларов, говорит ему, что он поступил неправильно, но он ей не верит. Она пугается и говорит ему, что душа — самое ценное, что у него есть. При этом Лизе не важно, существует ли душа физически, но она говорит, что душа — это символ всего лучшего в нас и что Милхаус стал "владельцем" Барта на веки. Тогда Барт предлагает ей свою совесть за 4 доллара и 50 центов. Лиза ничего не говорит и уходит. Но позже с Бартом происходят странные события — с ним отказывается играть Маленький Помощник Санты, не открываются автоматические двери в магазине «На скорую руку», не проявляется конденсация на стекле, и он не может смеяться над «Шоу Щекотки и Царапки», которое он смотрит вместе с Лизой. Она цитирует Пабло Неруду и предлагает провести эксперимент. Она ставит скейтборд на пути следования Гомера, и они с Бартом прячутся в шкафу. Когда Гомер застревает в перилах, она смеется над собственной проделкой. Она видит, что Барту не смешно и он понял, что действительно потерял свою душу и решает её вернуть.
Тем временем Джулиус Хибберт со своей семьей заходят в «Таверну Мо», однако она им не понравилась и они ушли. После этого Мо решил переделать таверну в семейный ресторан, чтобы больше зарабатывать и переименовал её в «Кафе у дядюшки Мо». Его идея осуществляется, но у Мо накапливается стресс, и в итоге он срывается на маленькую девочку, из-за чего все клиенты уходят. После этого Мо переделывает семейный ресторан обратно в старую таверну.
Барт пытается получить душу у Милхауса, который маниакально играет во дворе с солдатиками и листком бумаги (с надписью «Душа Барта Симпсона»), но тот требует взамен 50 долларов. В ту ночь Барту снится, что он единственный ребёнок Спрингфилда без души. Лиза, во время молитвы за обедом, насмехается над Бартом, после чего тот решает вернуть свою душу. Он приходит в дом Милхауса, но в нём проходит фумигация, так что Милхаус вместе с родителями уехал к бабушке. Когда Барт добрался до Милхауса, он узнал, что Милхаус обменял его душу на значки с Альфом у Продавца Комиксов. Барт заночевал у магазина и на следующее утро Барт узнаёт у Продавца Комиксов, что он продал его душу, но кому, говорить отказывается. Барт идёт домой под дождём, заходит в свою комнату и молится Богу, чтобы он вернул ему душу. Вдруг на кровать Барта падает листок «Душа Барта Симпсона». Выясняется, что листок выкупила Лиза. Пока она объясняет мнения философов насчёт души, Барт счастливо съедает свою душу, после чего ему снится счастливый сон о том, что у него есть душа.

## Культурные отсылки
- Автор сценария Грэг Дэниэлс в DVD-комментариях признался, что ночные скитания Барта Симпсона являются отсылкой к фильму «После работы».
- Песня «In the Garden of Eden» автора АйРона Баттерфлая — пародия на In-A-Gadda-Da-Vida от Iron Butterfly. Согласно серии, она длится 17 минут.
- Во время разговора между Бартом и Лизой, насчёт того, что Барт не может смеяться, Лиза цитирует Пабло Неруду.
- Фраза Барта «Ты здесь, Бог? Это я, Барт Симпсон» — отсылка к книге «Ты здесь, Бог? Это я, Маргарет».

## Отношение критиков и публики
В своём первоначальном американском вещании эпизод стал 43-м, получив 8,4 миллионов из 8,8 возможных по рейтингу Нильсена. Это был четвёртый самый высокий рейтинг шоу на сети Fox за ту неделю после Секретные материалы, Мелроуз Плейс и Беверли-Хиллз, 90210.
Газета «San Mateo County Times» в 2007 году в одной из статей написала, что это был один из самых популярных эпизодов «Симпсонов». Ноэль Холстон из «Star Tribune» выдвинул на первый план эпизод в разделе «Выбор критика». «Intelligencer Journal» описала эпизод, как замечательный эпизод «Симпсонов». «Lansing State Journal» выдвинул на первый план эпизод в релизе 7 сезона вместе с «Who Shot Mr. Burns? Part II» и «The Simpsons 138th Episode Spectacular». Herald Sun назвала эпизод одним из самых незабываемых эпизодов, как и «Courier-Mail».
«The Press and Journal» назвала эпизод одним из самых мрачных эпизодов. Авторы книги «I Can’t Believe It’s a Bigger and Better Updated Unofficial Simpsons Guide» Уэрэн Мартин и Адриан Вуд написали: «Несомненно, что самый страшный момент — это сон Барта, в котором появляется жуткая детская площадка, на которой души гуляют со своими хозяевами, а душа Барта гуляет с Милхаусом. Это скорее страшно, чем смешно.Сцена показывает, как далеко пойдет серия дальше».
В 2003 году в пятёрку любимых серий творческой группы вошли «Last Exit to Springfield», «Cape Feare», «22 Short Films About Springfield», «Homer at the Bat» и «Bart Sells His Soul». В 2005 году Мэтт Грейнинг сказал, что у него много любимых серий, но из всех выделил именно «Bart Sells His Soul» и «Homer’s Enemy». Нэнси Картрайт, актриса из «Симпсонов», озвучивающая Барта, выделила свои три любимых серии-«Bart Sells His Soul», «Lisa’s Substitute» и «Bart the Mother».
Эпизод был использован на лекциях церкви о душе в Коннектикуте и Великобритании и был показан министру в Шотландии во время проповеди. Доклад 2005 года о религиозном воспитании во второстепенных школах, созданный совместно с охранной группой британского образования «Управление по стандартам в области образования, детских талантов и навыков», которая отметила, что эпизод использовался в качестве учебного пособия.